# Olema (Californië)
Olema is een gehucht en unincorporated community in de Amerikaanse staat Californië. Het ligt in West Marin, de landelijke en dunbevolkte westelijke helft van Marin County, ten noorden van San Francisco. Het ligt langs Olema Creek, zo'n 3,5 kilometer ten zuidzuidoosten van Point Reyes Station op een hoogte van 21 meter. Het dorpje ligt langs de toeristische California State Route 1. Op een paar honderd meter van Olema bevindt zich een bezoekerscentrum van de Point Reyes National Seashore, het Bear Valley Visitor Center. Ten zuiden van het dorp ligt Olema Cemetery, waar onder meer kunstschilder Sam Francis begraven is.

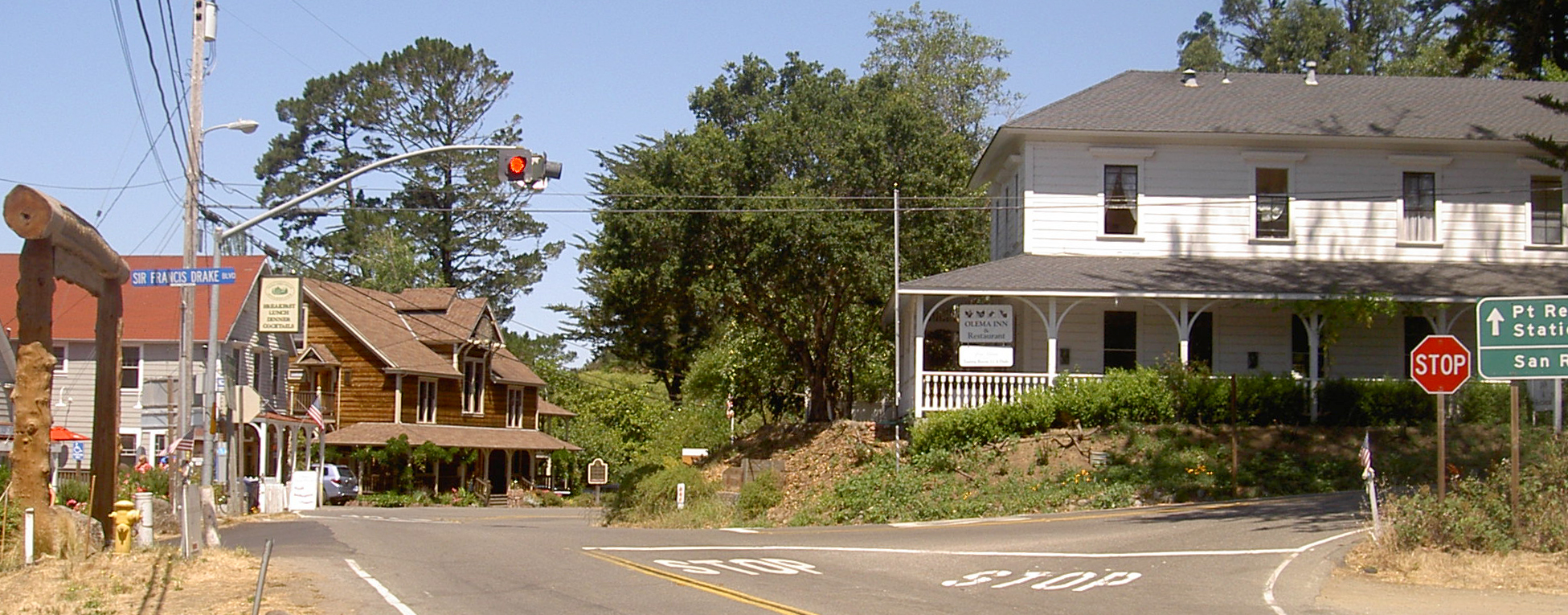
Kruispunt van Highway 1 met de Sir Francis Drake Boulevard in Olema.

"Olema" is Miwok voor 'coyote'.